# 1966年のラジオ (日本)
1966年のラジオ (日本)では、1966年の日本のラジオ番組、その他ラジオ界の動向について記す。

## 主な番組関連の出来事
- 4月2日 - NHK、日本初のステレオ（立体）による定時番組『立体音楽堂』が、ラジオ第1と第2の中波（モノラル）2波を使ったステレオ（立体）放送という形態にて開始した1954年11月13日[1]から、後にFM1波によるステレオ放送へと形態を替え、この日の最終回の放送をもって、11年5か月の放送に幕[2]。
- 12月26日～31日 - NHK-FM、毎年年末に放送している『バイロイト音楽祭』の公演が、この年の放送から、ステレオ放送になる（公演を毎年収録しているバイエルン放送協会が、この年の開催からステレオ録音を開始したことによる）[3]。

## 開始番組

### 1966年1月放送開始
NHKラジオ第1放送
- 4日 - 演芸バラエティー 東の旅・西の旅

### 1966年4月放送開始
NHKラジオ第1放送
- 4日
  - みんなの茶の間[4]
  - 午後のロータリー[4]
  - こどもと家庭の夕べ
  - 名作ライブラリー
  - じょうずな話し方
  - 家庭音楽会
  - ニュース特集
- 5日
  - 古典落語
  - 名人にきく
- 6日
  - チクとタク
  - 上方寄席
- 9日 - 青少年を考える

NHKラジオ第2放送
- 4日 - 大学講座
- 10日 - 日曜特集

NHK-FM放送
- 4日 - FMミュージックボックス
- 10日
  - 日本の民謡
  - FMリサイタル

ニッポン放送
- 15日 - ザ・パンチジャーナル

朝日放送
- 1日 - ABCヤングリクエスト

毎日放送
- 11日
  - ダイヤル1210
  - お早う1210

### 1966年5月放送開始
STVラジオ
- 4日 - みんな名演奏家

大阪放送
- 30日 - OBCプレイ・ザ・ヤング

### 1966年6月放送開始
東京放送
- 20日 - 夜のバラード

### 1966年10月放送開始
文化放送
- 24日 - ダイナミックレーダー〜歌謡曲でいこう!〜

ラジオ関東
- 3日 - オールナイト・パートナー

中部日本放送
- 10日 - 朝の歳時記

毎日放送
- 3日 - ノック・フック・パンチのお早よう漫画

### 1966年12月放送開始
ニッポン放送
- 4日 - 不二家歌謡ベストテン

大阪放送
- 5日 - オーサカ・オールナイト 夜明けまでご一緒に

## 終了番組

### 1966年1月放送終了
文化放送
- 29日 - 白い巨塔

### 1966年4月放送終了
NHK-FM放送
- 2日 - 立体音楽堂[2]

NHKラジオ第2放送
- 3日 - 大学通信講座

### 1966年10月放送終了
TBSラジオ
- 1日 - オーナー

### 1966年12月放送終了
朝日放送
- 14日 - ソノラマジョッキー